# Джулія Клакей
Джулія Клакей (англ. Julia Clukey; 29 квітня 1985, м. Огаста, США) — американська саночниця, яка виступає в санному спорті на професійному рівні з 2002 року. Є дебютантом національної команди, як учасник зимових Олімпійських ігор в одиночних змаганнях. На світових форумах саночників значних успіхів не здобувала (перебувала зазвичай в 2-му десятку), лише в передолімпійському сезоні в 2009 році на Чемпіонаті світу в Лейк Плесіді посіла п'яте місце (це її найбільший міжнародний успіх).